# Peter Fleischmann
Pour les articles homonymes, voir Fleischmann (homonymie).
 (mars 2020).
Si vous disposez d'ouvrages ou d'articles de référence ou si vous connaissez des sites web de qualité traitant du thème abordé ici, merci de compléter l'article en donnant les références utiles à sa vérifiabilité et en les liant à la section « Notes et références ».
Peter Fleischmann est un réalisateur, scénariste et producteur de cinéma allemand, né le 26 juillet 1937 à Deux-Ponts (Allemagne) et mort le 11 août 2021 à Potsdam.

## Biographie
Peter Fleischmann est l'un des représentants majeurs du Nouveau cinéma allemand des années 1960-1970. Il tourne à vingt-trois ans un court métrage, L'Éphémère, qui lui permet de décrocher une bourse française pour rentrer à l'IDHEC. Après ses études, il devient assistant réalisateur et travaille notamment avec Jean Dewever et Jacques Rozier.
Il tourne un court métrage en Tunisie (Le Pain du désert, 1962), réalise des documentaires pour la télévision (dont Rencontre avec Fritz Lang en 1963), réalise des films pour enfants (le court métrage Le Test en 1964 et le film d'animation Alexandre et l'auto sans phare gauche en 1965), s'essaie au cinéma direct (L'Automne des Gammiers sur le mouvement beatnik en R.F.A. en 1967).
En 1969, il signe Scènes de chasse en Bavière, film très remarqué à sa sortie, sélectionné à la Semaine de la critique au festival de Cannes, qui reçoit le prix Georges Sadoul et participe grandement à la reconnaissance du renouveau du cinéma allemand.

## Filmographie

### Réalisateur
- 1957 : Die Eintagsfliege (court métrage)
- 1961 : Geschichte einer Sandrose (court métrage documentaire)
- 1962 : Brot der Wüste (court métrage)
- 1963 : Begegnung mit Fritz Lang (court métrage documentaire)
- 1964 : Der Test (de) (court métrage)
- 1965 : Alexander und das Auto ohne linken Scheinwerfer (court métrage)
- 1968 : L'Automne des gammlers (Herbst der Gammler) (documentaire)
- 1969 : Scènes de chasse en Bavière (Jagdszenen aus Niederbayern)
- 1972 : Les Cloches de Silésie (Das Unheil)
- 1974 : Dorothea (Dorotheas Rache)
- 1975 : La Faille (Der Dritte Grad)
- 1976 : Rückkehr nach Unholzing (court métrage documentaire)
- 1979 : La Maladie de Hambourg (Die Hamburger Krankheit)
- 1984 : Frevel (de)
- 1987 : Der Al Capone von der Pfalz (documentaire)
- 1990 : Un dieu rebelle (Es ist nicht leicht ein Gott zu sein)
- 1991 : Allemagne, Allemagne (Deutschland, Deutschland) (documentaire)
- 1993 : Mon oncle le vigneron (Mein Onkel der Winzer) (téléfilm documentaire)
- 2006 : Mein Freund, der Mörder (documentaire)

### Scénariste
- 1957 : Die Eintagsfliege (court métrage)
- 1968 : L'Automne des gammlers (Herbst der Gammler) (documentaire)
- 1969 : Scènes de chasse en Bavière (Jagdszenen aus Niederbayern)
- 1972 : Les Cloches de Silésie (Das Unheil)
- 1974 : Dorothea (Dorotheas Rache)
- 1975 : La Faille
- 1979 : La Maladie de Hambourg (Die Hamburger Krankheit)
- 1984 : Frevel (de)
- 1987 : Les Exploits d'un jeune Don Juan
- 1987 : Der Al Capone von der Pfalz (documentaire)
- 1990 : Un dieu rebelle (Es ist nicht leicht ein Gott zu sein)
- 1991 : Allemagne, Allemagne (Deutschland, Deutschland) (documentaire)
- 2006 : Mein Freund, der Mörder (documentaire)

### Producteur
- 1957 : Die Eintagsfliege (court métrage)
- 1975 : La Faille
- 1984 : Frevel (de)
- 1987 : Der Al Capone von der Pfalz (documentaire)
- 1990 : Un dieu rebelle (Es ist nicht leicht ein Gott zu sein)
- 2006 : Mein Freund, der Mörder (documentaire)